# خالد بن أبي عمران
أبو عمر خالد بن أبي عمران التجيبي، قاضي إفريقية، ومحدث،  وفقيه أهل المغرب. وهو مولى عمرو بن حارثة. وكان ثقة ثبتا صالحا ربانيا، يقال: كان مجاب الدعوة. توفي خالد سنة خمس وعشرين. وقيل: سنة سبع وعشرين ومائة.

## روايته للحديث النبوي
- حدث عن: عروة بن الزبير، وسليمان بن يسار، وحنش الصنعاني، والقاسم بن محمد، ووهب بن منبه، وسالم بن عبد الله، وعدة.
- روى عنه: سعيد بن يزيد، ويحيى بن سعيد الأنصاري، وهو من أقرانه، وطلحة بن أبي سعيد، وعبيد الله بن زحر، والليث، وحيوة بن شريح، وعبد الله بن لهيعة وآخرون.

## أخباره
- قال روين بن خالد الصدفي: «خرجت الصفرية بإفريقية يوم القرن، فبرز خالد بن أبي عمران للقتال، فبرز إليه رئيس القوم فلان الزناتي، فقتله خالد».
- عن عبد الملك بن أبي كريمة قال: «صحبت خالد بن أبي عمران، ومشيت خلفه فالتفت إلي، وقال لي: يا بني إن للصحبة أمانة، وإن لها خيانة، وإني أذكر الله -تعالى- فاذكره».
- عن حيوة بن شريح قال: «دعا خالد بن أبي عمران وأمنا، ثم قرأ سجدة، وسجد بنا، فقال: اللهم إن كنت استجبت لنا، فأرنا علامة، فرفع رجل رأسه فإذا بنور ساطع فقيل: إن الرجل حيوة».

## أقوال العلماء فيه
- قال أبو حاتم الرازي: «ثقة لا بأس به».
- قال أحمد بن صالح الجيلي: «ثقة».
- قال ابن حجر العسقلاني: «فقيه صدوق».
- قال الذهبي: «صدوق فقيه عابد».
- قال محمد بن سعد كاتب الواقدي: «ثقة إن شاء الله، وكان لا يدلس».[2]